# Reconstitution historique
Pour les articles homonymes, voir Reconstitution.
Ne doit pas être confondu avec Archéologie expérimentale.
 (avril 2011).
Si vous disposez d'ouvrages ou d'articles de référence ou si vous connaissez des sites web de qualité traitant du thème abordé ici, merci de compléter l'article en donnant les références utiles à sa vérifiabilité et en les liant à la section « Notes et références ».

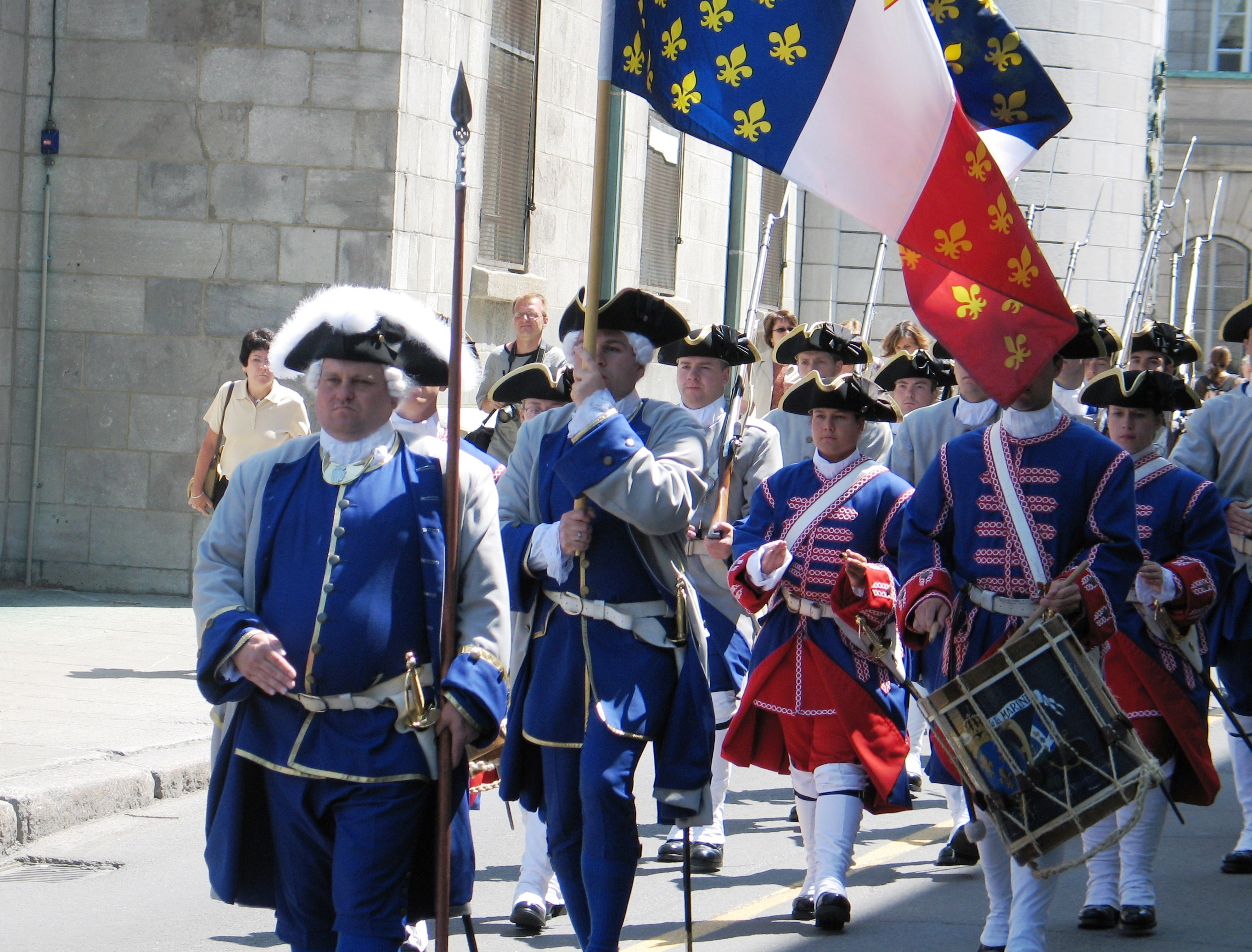
La compagnie franche de la marine exerce son droit de cité dans la vieille ville fortifiée de Québec, à l'occasion du de la ville, le 3 juillet 2006.

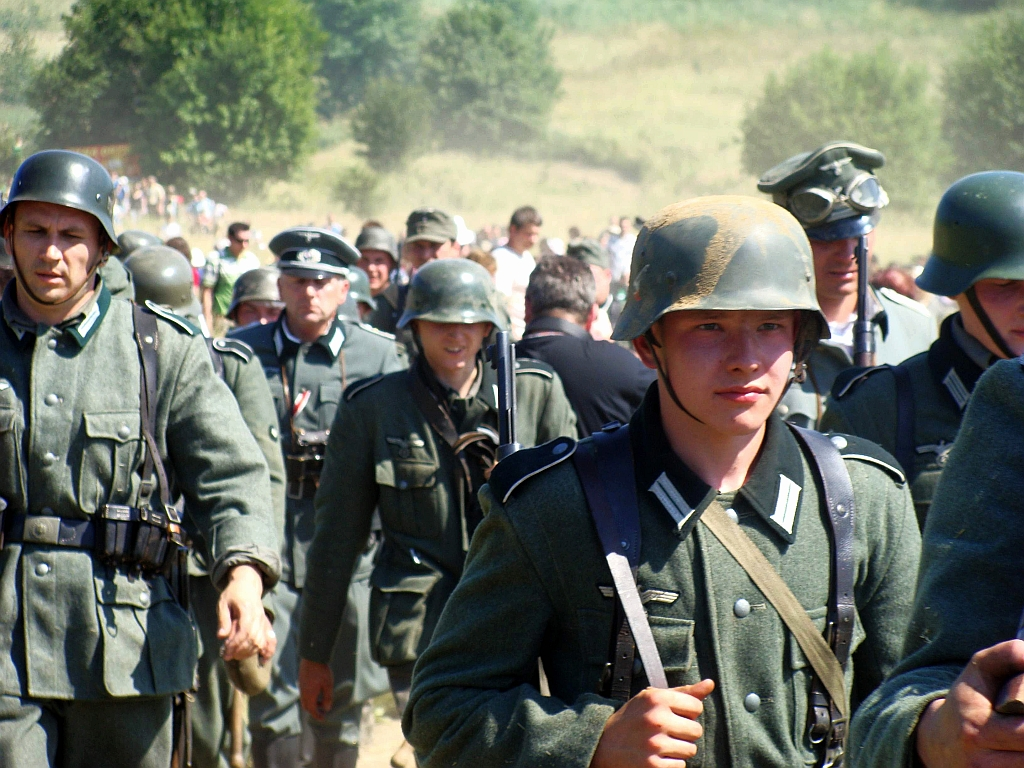
Reconstitution de bataille de la ligne Molotov durant la Seconde Guerre mondiale, à Sanok en Pologne.

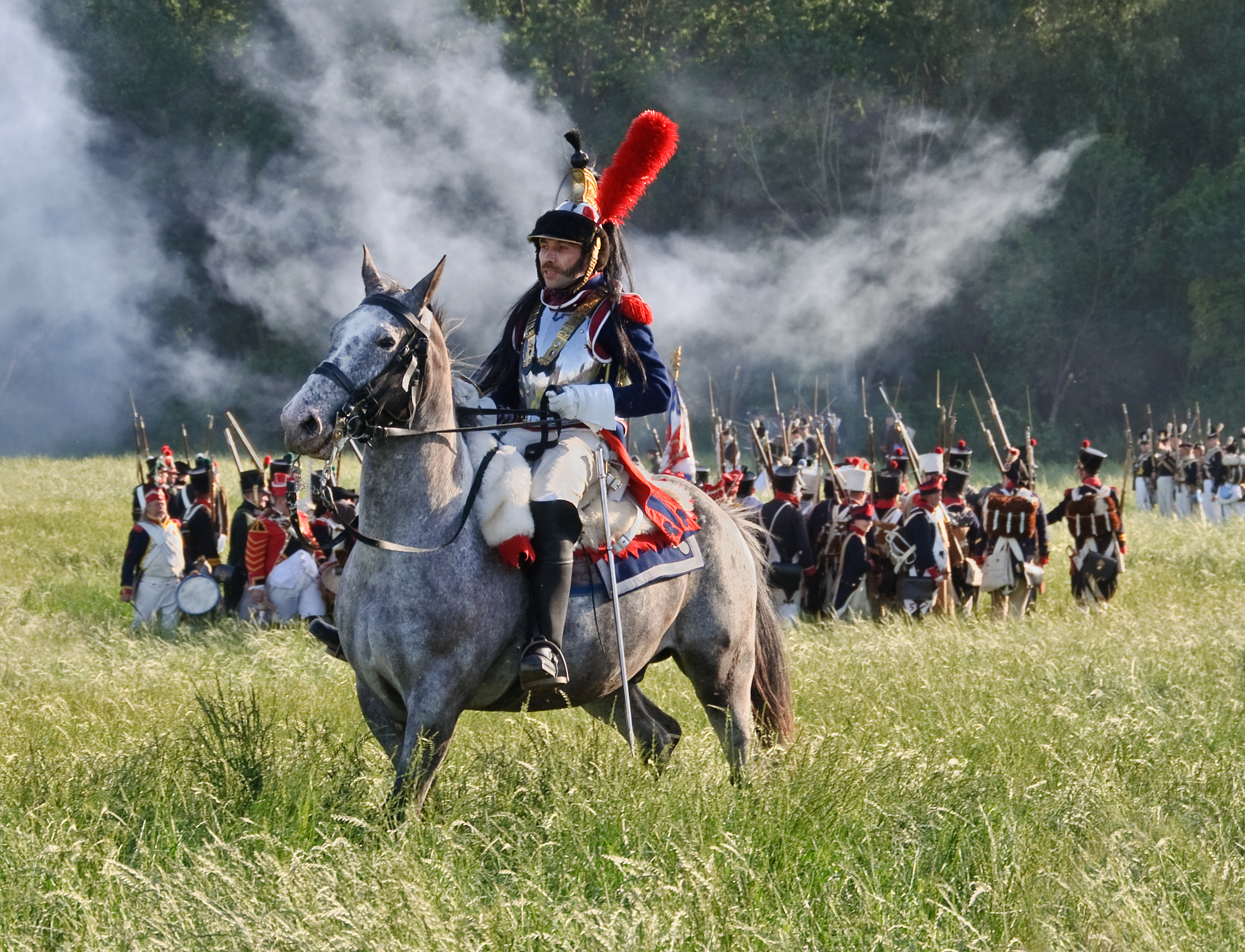
Reconstitution de la bataille de Waterloo sur le site même de l'affrontement en 2011.

La reconstitution historique est une pratique qui consiste à essayer de recréer certains aspects d'une période du passé. Elle peut s'intéresser à un événement historique précis ou plus simplement s'attacher à restituer le quotidien des populations. Elle s'appuie pour cela sur la restitution d'un environnement matériel (vêtements, mobilier, objets du quotidien, parfois même bâtiments) qui se veut baser sur un ensemble de sources documentaires : objets de musées, éléments archéologiques, représentation iconographique, archives photographiques ou témoignages textuels.
L'objectif de ses pratiquants, les « reconstituteurs » (ou parfois « reconstitueurs ») est de parvenir à une représentation la plus authentique possible en termes d'historicité. Ils distinguent ainsi leur activité d'autres mises en vie de l'histoire tendant vers le folklore, le fantastique ou toute forme de représentation dictée par l'imagination.
La reconstitution historique est majoritairement pratiquée comme une activité de loisir sous format associatif, mais des intervenants professionnels existent également à travers l'organisation de manifestation, l'artisanat ou encore la médiation.

## Définition

### Reconstitution historique etreenactment
La dimension matérielle apparait comme le dénominateur commun de la pratique de la reconstitution historique. Elle se fonde sur la production puis la mise en action d'objets réalisés à partir de la documentation. Le terme même de "reconstitution" rappelle cet objectif, puisqu'il s'agit de rétablir un objet dans son état d'origine. L'activité rejoint ensuite un large champ d'action dans les mises en vie de l'histoire, entre l'animation, la médiation et la recherche d'immersion.
Dans la thèse qu'il a consacré au sujet, l'historien Martin Bostal propose la définition suivante : « La reconstitution historique est une pratique de loisir qui recherche une immersion dans un espace-temps passé par une mise en action. Elle s’appuie sur une démarche de reconstruction matérielle documentée et sur une expérimentation de gestes et de pratiques. Elle se définit donc par une volonté de représentation historiciste du passé, avec un objectif d’animation dont la forme varie entre spectacle et médiation. »
Si l'expression "reconstitution historique" apparait dans la sphère publique au cours du XIXe siècle pour désigner diverses représentations de l'histoire, notamment dans le monde du théâtre puis des commémorations, c'est au cours des années 1970-1980 qu'elle trouve un nouvelle usage en France pour décrire une activité issue du reenactment anglo-saxon. Comme le note Martin Bostal, elle ne revêt cependant pas le sens original de cette expression, qui signifie la réeffectuation d'un événement passé précis mais se trouve davantage tournée vers le concept archéologique de « reconstruction », ce qui implique une forte importance de sa dimension matérielle.
Si la démarche de production et d'utilisation d'objets est une constante, le terme de reconstitution historique est bien souvent employé pour de nombreux types d'activités pourtant bien distinctes, selon les objectifs recherchés :
- Médiation culturelle de l'Histoire vers un grand public. Ce loisir peut prendre alors la forme de manifestations à thème historique qui permettent au public de mieux connaitre certaines époques ou événements du passé, comme les animations des « fêtes médiévales » et les reconstitutions de batailles (par exemple : la bataille d'Hastings).
- Compétition, à travers la reconstitution dite sportive : il s'agit de compétitions prenant la forme de joutes ou de tournois inspirés du Moyen Âge. Il existe également deux autres disciplines sportives: les arts martiaux historiques européens (AHME) qui reposent sur l'étude de traités de combats médiévaux ou de traités plus tardifs (jusqu'à la fin de la Belle Époque) afin de la pratiquer de la manière la plus proche possible, mais avec une tenue et des protections modernes, et le Béhourd.
- Reconstitution immersive : L'objectif est alors, pour les reconstituteurs d'une même époque, de se retrouver entre eux, sur un site plutôt privé, qui peut être lui-même historique, en l'absence de public.

### Histoire vivante etliving history
Le concept d’« histoire vivante » se trouve utilisé dans le monde de la reconstitution historique, et plus globalement dans le domaine des mises en vie de l'histoire. Il découle de la traduction littérale de living history qui désigne dans la pratique anglo-saxonne tous les éléments liés au reenactment qui ne s'attache pas à la représentation d'un événement historique précis mais plutôt à la restitution d'un mode de vie. Son usage en France a notamment été popularisé par l'association pour l'histoire vivante (ApHV) fondée en 2001. L'expression revêt toutefois un sens très ambivalent selon les différents pratiquants, désignant contradictoirement une appellation équivalente à celle de reconstitution historique, un degré qualitatif voulu comme supérieur, une mise en action d’une reconstitution matérielle, une représentation du quotidien du passé, un acte de médiation par la reconstitution ou une activité englobant les différentes mises en vie de l’histoire.

## Qui pratique la reconstitution historique?

### Différentes approches
Pour désigner les pratiquants de manifestations à caractère historique, on emploie divers termes :
- « Reconstituteurs » pour les pratiquants de reconstitution historique selon un travail de recherche de sources historiques, dans le but d'une approche la plus fidèle possible. Les termes "reconstitueurs" ou "reconstitutants" sont également utilisés au sein du milieu, sans consensus quant à un terme officiel.
- « Évocateurs » (surtout dans la branche médiévale du hobby) pour les pratiquants s'inspirant d'une période historique pour réaliser des animations ou des spectacles en s'appuyant sur une recherche moins poussée et en utilisant des raccourcis issus de l'imagerie populaire.

### Le partage
La reconstitution est le plus souvent un loisir de passionnés groupés au sein d'associations. Si elle favorise une approche renouvelée de l’Histoire, elle permet aussi d’en faire partager le goût au plus grand nombre, car elle est comme un livre d’images qui se présente aux yeux du public. Il est donc important que la reconstitution offre une image aussi proche que possible de la réalité, car elle va jouer un rôle de plus en plus considérable dans la formation d’une culture historique de base, dont l’importance n’est plus à démontrer. Ces expériences humaines sont aussi le creuset d'une certaine réflexion de la part de la communauté des reconstituteurs quant à notre société. L'esprit de convivialité prime dans ce milieu.
Il existe de grands débats entre les différents types de pratiquants. Les puristes reprochent souvent à des groupes moins pointus relevant souvent plus du folklore d'altérer l'image de l'époque, voire d'en donner une négative, de par leurs tentatives de justifications hasardeuses ou approximatives.
Un débat existe aussi chez les historiens professionnels, dont certains voient dans ce type de manifestation le risque de mener à de dangereuses distorsions dans le récit original de l’histoire et d'imposer une interprétation à un public mal renseigné. Dans le cadre de l'étude du médiévalisme, les relations entre l'écriture de l'Histoire et son usage par le biais de ces associations de passionnés a depuis fait l'objet de synthèses visant à comprendre les limites comme les intérêts présentés par la reconstitution médiévale, notamment dans sa dimension pédagogique,.

### Les groupes de reconstitutions

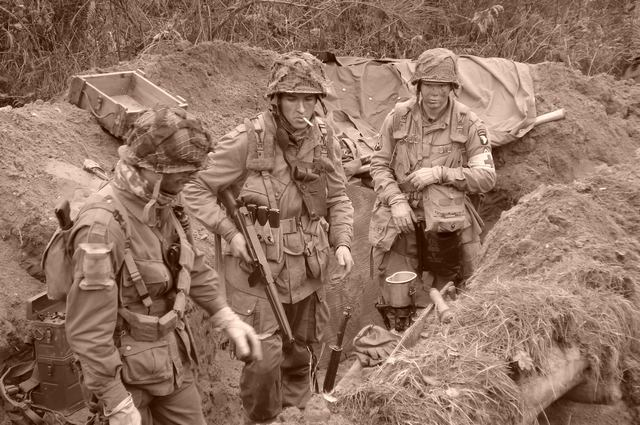
Reconstituteurs de la airborne US

Les reconstituteurs se définissent d'abord comme des passionnés d'histoire. La plus grande part de l'activité se fait par le biais de structures associatives. Le nombre réelle de ces structures est difficile à estimer. En 2020, Martin Bostal a référencé 1158 associations différentes faisant référence à la reconstitution historique ou à l'histoire vivante dans leur objet de déclaration officiel déclarées en France entre 1996 et 2018. Cet état des lieux n'est cependant pas exhaustif car il exclut les associations existants "de fait" sans avoir fait l'objet d'une déclaration officielle, et il comptabilise tant les associations "fantômes", existantes légalement mais inactives, que celles s'affiliant au monde de la reconstitution historique sans en appliquer les principes.

### Les périodes représentées

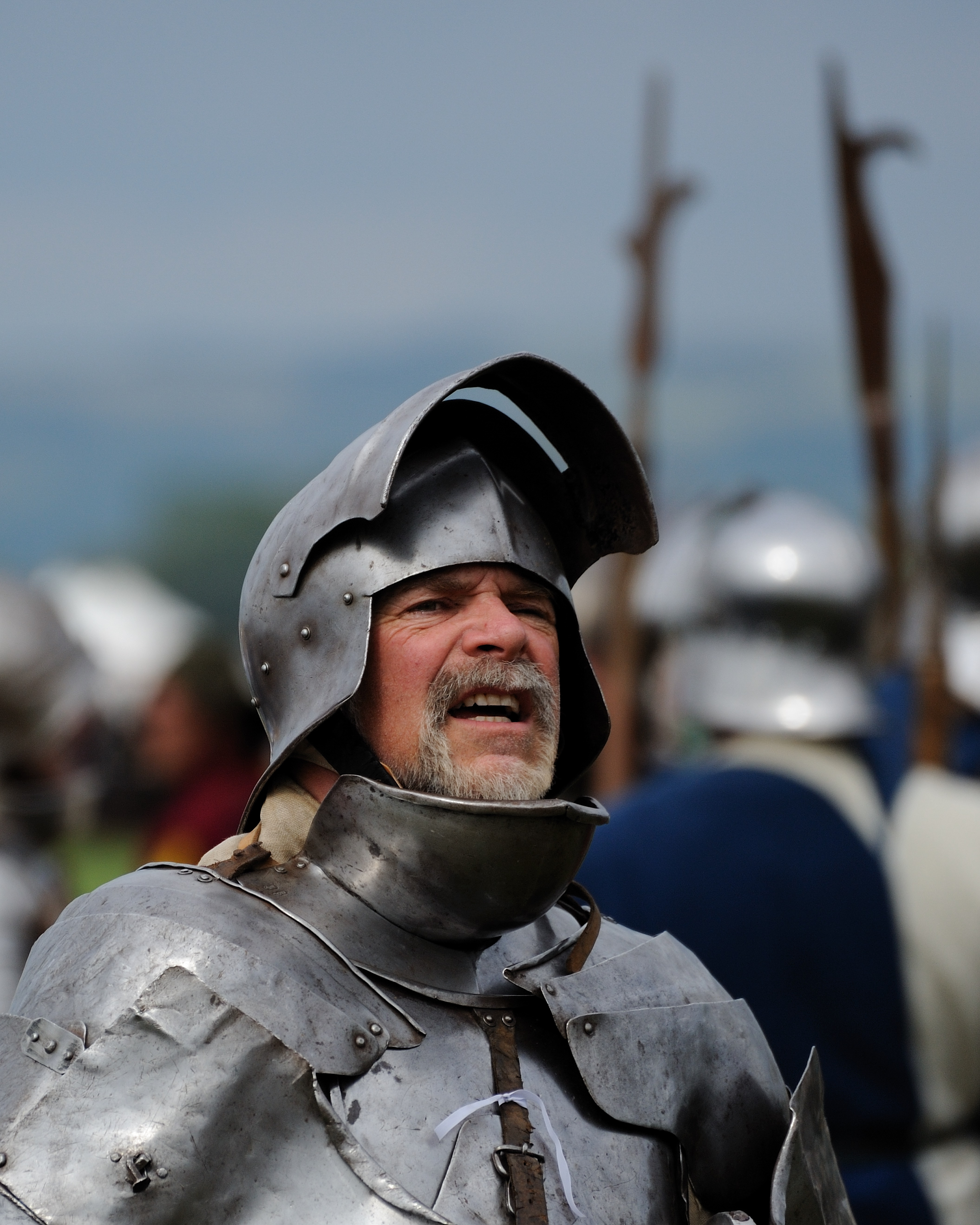
Un participant incarnant un chevalier en armure dans une reconstitution contemporaine (juillet 2011) de la bataille de Tewkesbury, du 4 mai 1471, un épisode célèbre de la guerre des Deux-Roses

Les périodes les plus représentées :
- la reconstitution préhistorique
- la reconstitution romaine, celte et grecque
- la reconstitution du Moyen Âge
- la reconstitution se déroulant durant la Renaissance
- la reconstitution de la cour du Roi ou plus généralement du XVIIIe siècle
- la reconstitution de la guerre de Sept Ans
- la reconstitution de la guerre d'indépendance américaine
- la reconstitution de la Révolution française
- la reconstitution des guerres des Chouans et Vendéens
- la reconstitution du Premier Empire
- la reconstitution du Second Empire
- la reconstitution de la guerre de Sécession
- la reconstitution de la guerre de 1870
- la reconstitution de la Commune
- la reconstitution de la Première Guerre mondiale
- la reconstitution de la Guerre d'Espagne
- la reconstitution de la Seconde Guerre mondiale
- la reconstitution de la Guerre d'Indochine
- la reconstitution de la Guerre de Corée
- la reconstitution de la guerre du Viêtnam

En France, le Moyen Âge apparait comme la période la plus représentée par les associations de reconstitution, avec plus de 50 % des structures s'y intéressant. La Seconde Guerre mondiale et le Premier Empire apparaissent comme les deux autres périodes les plus représentées. 

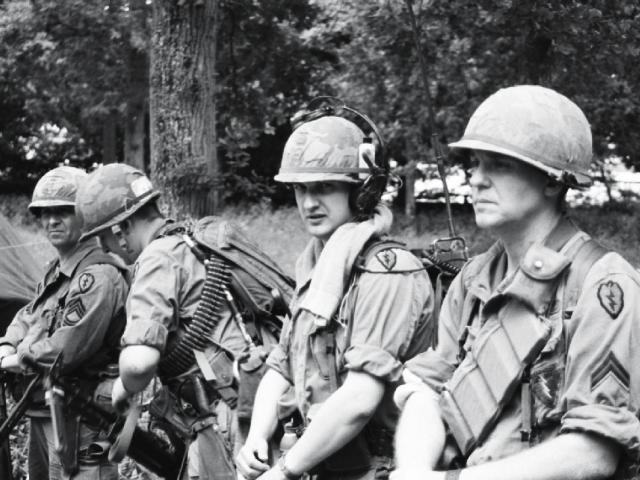
Groupe de reconstitution de la guerre du Viêtnam

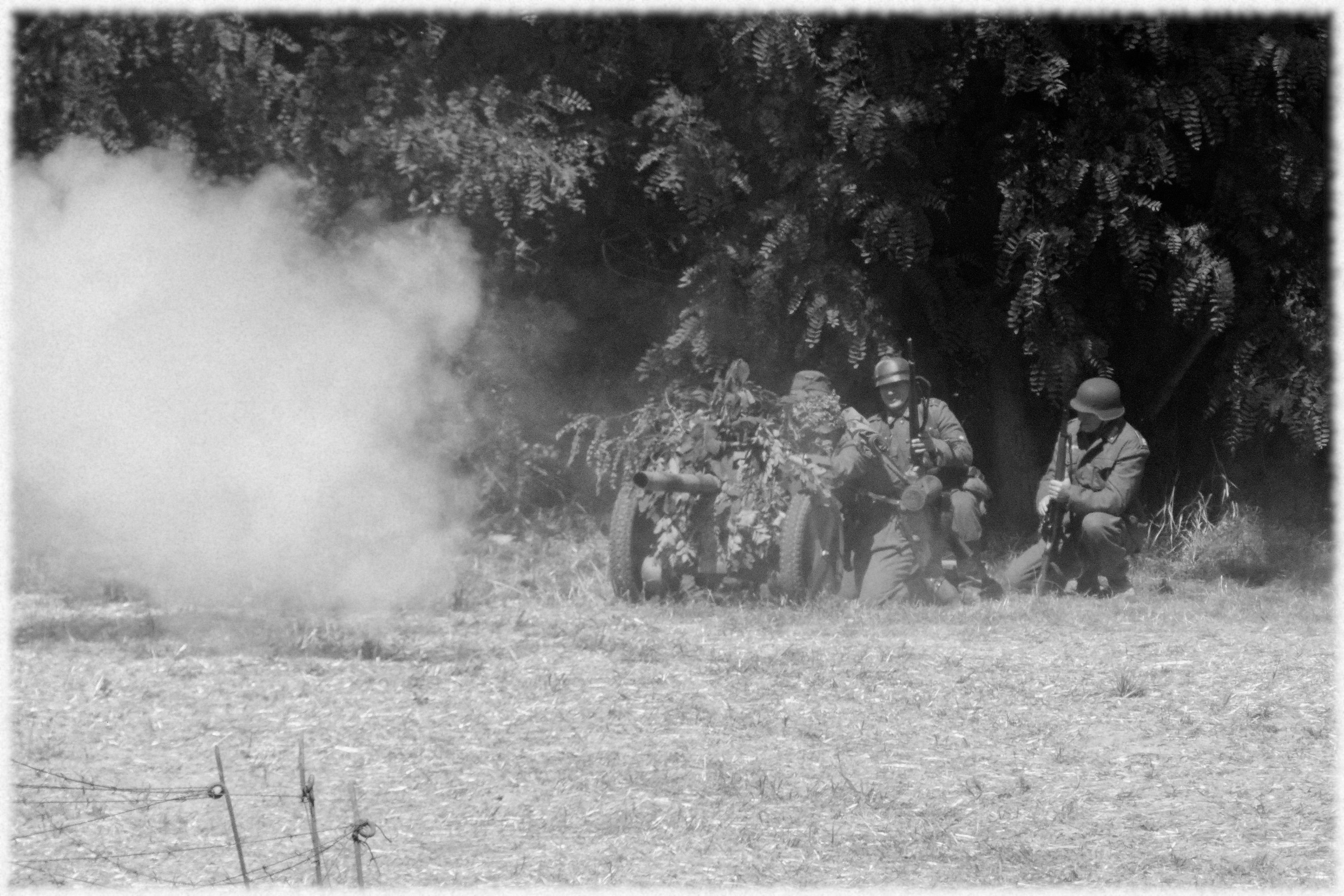
Un combat de la 2e guerre mondiale, reconstitué à proximité d'une casemate Maginot.

Certaines époques ne sont pas du tout représentées dans certaines régions, cela dépend de l'histoire de ces régions. L'exemple le plus frappant est le Moyen Âge avec une grosse représentation du XIVe et du XVe siècles au Nord de la Loire, alors que dans la région Provence-Alpes-Côtes-d'Azur et le Languedoc, c'est le XIIe et le XIIIe siècle qui sont représentés. A l'inverse, certains thématiques très populaires s'affranchissent de cette spatialisation mémorielle, à l'exemple de la thématique viking présente sur l'ensemble du territoire et non pas uniquement dans les régions d'implantation scandinave au cours de l'Âge des vikings.
Pour la période du Premier Empire, le nord de la France et la Belgique sont particulièrement bien représentés ainsi que la Pologne.
La reconstitution de la guerre du Viêtnam n'est pas encore beaucoup représentée du fait de son histoire récente et sensible, surtout aux États-Unis. Autre thème du XXe siècle très peu représenté en France, la guerre de Corée (1950-1953). On constate aussi des groupements de reconstitueurs prenant en charge des périodes comme le XIXe siècle et s'attachant à reproduire l'évolution complète du siècle.

### Les uniformes et le matériel
- Grâce aux facilités de communication, d'échange et aux techniques actuelles, les uniformes, les vêtements, les outils des époques reconstituées sont recopiés avec plus de pertinence grâce à de la documentation de plus en plus rigoureuse (pour les courants du hobby ayant accepté de s'appuyer au maximum sur la documentation).
- L'utilisation d'armes blanches ou d'armes à feu reconstituées peut être réglementée (usages limités, interdites) en fonction des pays.

## Le jeu de rôle
Certains reconstitueurs veulent s'immerger le plus possible dans l'univers qu'ils souhaitent représenter et essayent ainsi de parler, réagir dans le style de l'époque et parfois jouer le rôle de personnages célèbres de l'histoire. On parle de roleplay (jouer un rôle), dans certaines pratiques de reconstitution, on parle aussi de « first person ». C'est le fait de parler en essayant de se comporter comme un contemporain de l'époque représentée (langage, etc.). Ainsi, même si la majorité des jeux de rôle grandeur nature se situent dans des univers fictionnels, et éloignés de l'histoire, une approche de la reconstitution très immersive, dans laquelle les participants incarnent des personnages en pratiquant le roleplay peut se rapprocher significativement de certains jeux de rôles grandeur nature se déroulant dans un contexte historique précis, et avec une certaine exigence en matière d'historicité des costumes.

## Le commerce

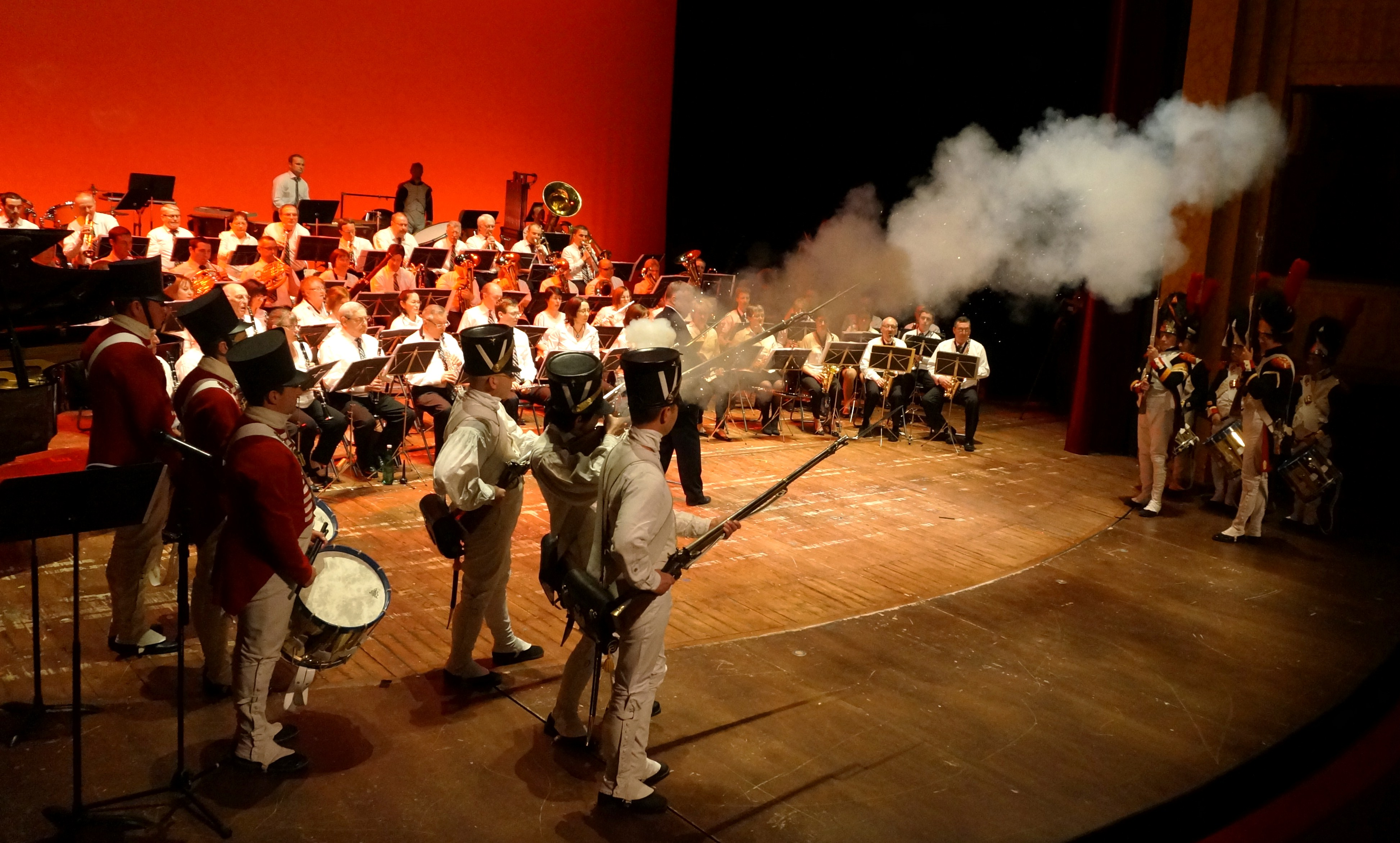
Des associations de reconstitution historique sur scène pour un festival et une commémoration, la bataille de Reims (1814).

Les films historiques font généralement appel à des reconstitueurs pour les rôles de figuration et de conseillers spécialistes sur la période historique concernée. Un film britannique de 2006, Tournage dans un jardin anglais, met en scène de manière humoristique par un procédé de mise en abyme l'utilisation de ces équipes de passionnés au cours d'un tournage.

## Les manifestations
La reconstitution historique permet de créer de véritables événements touristiques dans certaines régions : la reconstitution de la Bataille de Waterloo en Belgique (le 18 juin, chaque année, plusieurs milliers de reconstitueurs), la commémoration chaque année au mois de mars à Golfe Juan (06220) du débarquement de l'Empereur Napoléon (1er mars 1815), la bataille de Hastings en Angleterre, la bataille de Tannenberg en Pologne ou bien encore Les Grands Jeux romains dans les Arènes de Nîmes. Ce type d'évènement s'inscrit de plus en plus dans le tourisme culturel et attire chaque année un public nombreux, désireux de connaître l'Histoire d'une manière ludique et pédagogique.

## Activité par pays

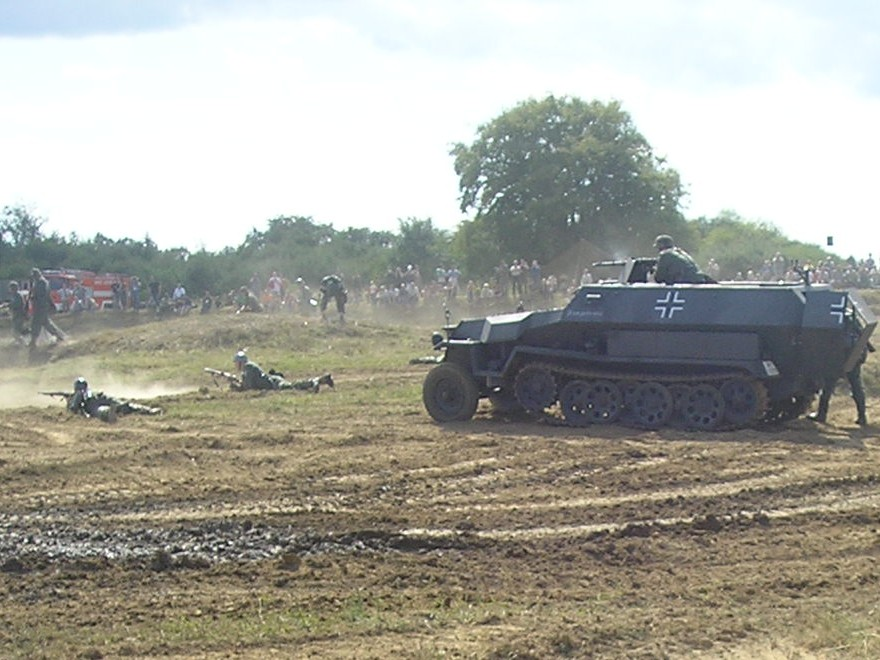
Reconstitution le 29 août 2009 du soulèvement national de la résistance slovaque en République tchèque. La photo montre un transport Sonderkraftfahrzeug 251 allemand en état de marche.

### Belgique
La période romaine est représentée avec un point central à l'Archéosite d'Aubechie. Plusieurs groupes de reconstitution belge de la Rome antique s'y retrouvent à l'occasion de fêtes estivales.
La reconstitution la plus importante et connue mondialement est la bataille de Waterloo de 1815. Cette évocation attire des centaines de milliers de visiteurs à chaque édition. Pour de très nombreux groupes de reconstituteurs, Waterloo fait partie des incontournables de la reconstitution napoléonienne.
La période la plus largement représentée en Belgique est le Moyen Âge tardif. On en trouve l'une des premières traces les 22 et 23 août 1973 sur la commune de Theux sous la forme de la reconstitution d'une "franche-foire" comme celles autorisées par le prince évêque Erard de la Marck en 1512. Les métiers d'autrefois y étaient présentés et les participants étaient vêtus d'habits d'époque. Cette fête biennale est toujours active bien que l'aspect authentique des premières éditions se soit étiolé. Les Compagnons de la Verte Tente, à travers leur Rassemblement Médiéval, ont joué un rôle fédérateur dans le développement de la reconstitution immersive européenne.
- De Quaeye Werelt au château de Sterckshof à Deurne, reconstitue les dernières luttes entre les anversois et les bourguignons en 1477. C'est la plus grande concentration belge de groupes évoquants le Moyen Âge tardif. Elle attire de très nombreux groupes européens.

### France

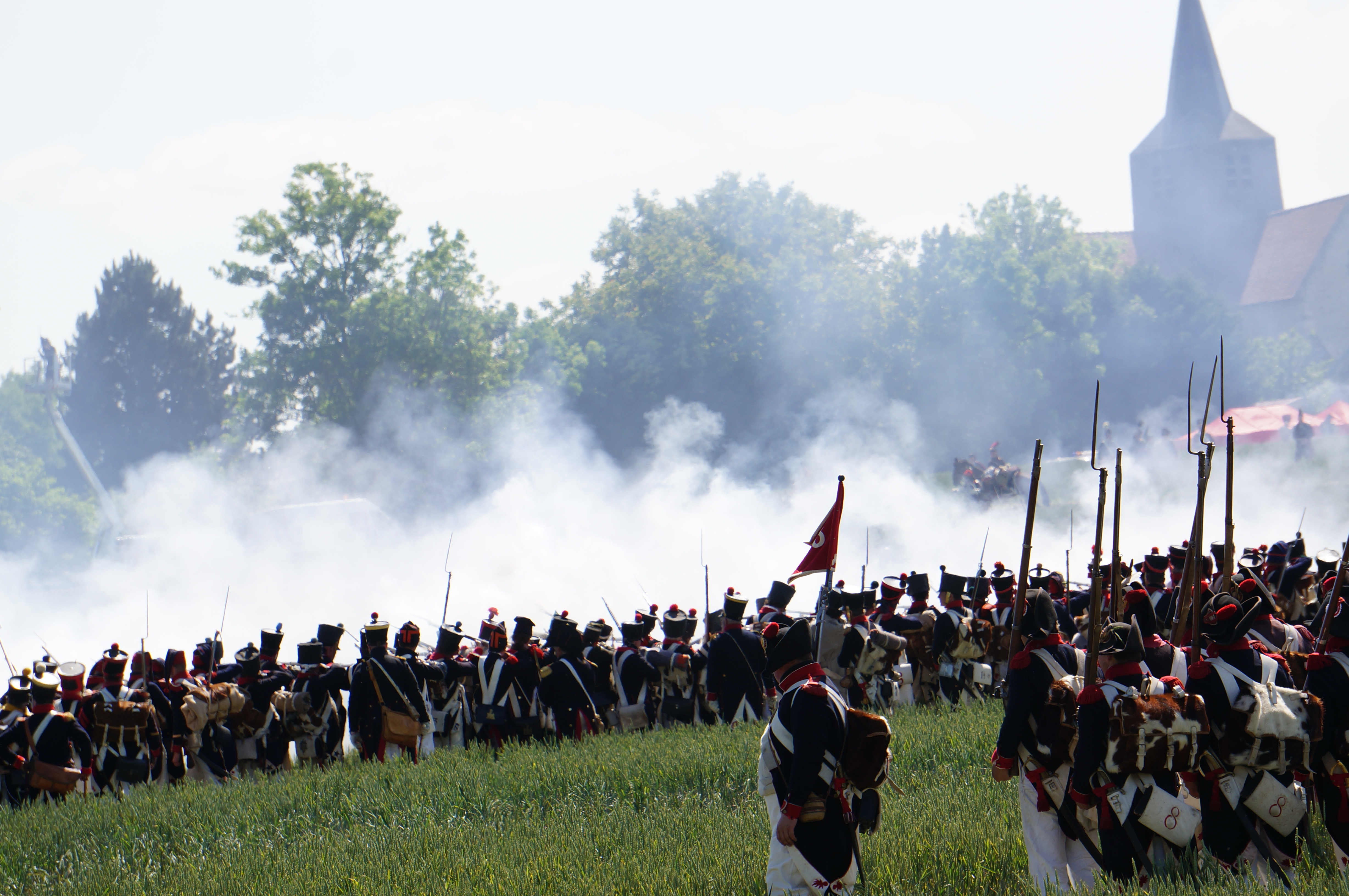
En 2014, pour le bicentenaire, reconstitution historique de la Bataille de Montmirail.

La reconstitution historique s'est développée en France d'après le modèle anglais à la faveur des spectacles Son et Lumière et de l'essor des fêtes médiévales au cours des années 1970 et 1980. Elle a connu une forte augmentation en France depuis 2006/2007 et est devenu un loisir démocratisé. Un certain nombre de manifestations ont progressivement vu le jour.
L'une des principales a lieu chaque année, au printemps, dans les arènes de Nîmes. Ces Grands Jeux Romains reprennent pour base historique la venue de l'empereur Hadrien dans la cité des Volques Arécomiques en 122 ap. J.-C., visite durant laquelle il aurait donné de grands jeux. Chaque année un nouveau thème (César et la guerre des Gaules, les guerres puniques, Cléopâtre, etc.) est présentée comme un tableau historique, comme cela se pratiquait lors des grands jeux dans l'antiquité romaine.
Les reconstitutions napoléoniennes ont également pris de l'importance ces 20 dernières années, principalement sous l'effet des bicentenaires des campagnes de l'Empereur Napoléon 1er. Nombre de commémorations eurent lieu en France, comme à l'étranger, sur cette période propice aux reconstitutions de bataille (comme celle de Waterloo en 2015 rassemblant plus de 6 000 participants. Des événements sont organisés ponctuellement un peu partout sur le territoire, tandis que d'autres s'installent dans la durée comme Les Journées Napoléoniennes du Château de Fontainebleau ou encore le Jubilé Impérial de Rueil-Malmaison.

### Pays-Bas
- Le Slag om Grolle (Bataille de Grolle) reconstitue le siège de la ville de Groenlo (aussi connue comme Grolle), siège qui a eu lieu en 1627. La manifestation a lieu tous les deux ans.

### Suisse
- La fête de L'Escalade est commémorée chaque année à Genève durant le week-end précédant le 12 décembre, date anniversaire de l'attaque surprise du Duc de Savoie, en 1602. La Compagnie de 1602 organise des reconstitutions de la vie quotidienne, de parades militaires ou équestres dans le périmètre de la vieille-ville de Genève.
- À Zurich, a lieu chaque année, le Sechseläuten. Reconstitution d'une très ancienne fête populaire célébrant la fin de l'hiver. Différentes corporations médiévales défilent à cette occasion.

## Etude de la pratique
Le monde de la reconstitution historique a peu intéressé les universitaires français avant le début des années 2000. L'activité avant tout été abordée sous l'angle de la mémoire et des mises en spectacle de l'Histoire, et notamment du passé médiéval mis en scène à travers ce que Christian Amalvi évoque comme une "disneylandisation" du patrimoine. Les travaux de Maryline Crivello ouvrent une première véritable réflexion sur les reconstitutions historiques, avec une prise de conscience de sa visée historiciste et de sa volonté de transmission qui l’éloigne d’événements à caractère plus festif. L'analyse fait toutefois l'impasse sur la dimension matérielle de l'activité pour se consacrer à ses potentiels aspects mémoriels et politiques. Les études témoignent également d'une forme d’appréhension envers ces passionnés qui « braconnent » sur les terres de l’historien.
Outre-Atlantique, l’historiographie américaine s’est plus tôt tournée vers l’étude des différentes formes du reenactment, en interrogeant notamment leur place au sein de la médiation du passé. En 1982, Jay Anderson livre une première analyse de la living history au sein des musées vivants nord-américains, la divisant entre une activité de médiation, de science et de jeu. L'attention des chercheurs s’y focalise naturellement sur les représentations de l’histoire de la jeune nation et les questions mémorielles se cristallisent particulièrement autour des re-créations de la guerre de Sécession. Depuis les années 2000, la reconstitution historique y a également été étudiée dans l’optique de l’affective turn, notamment à travers les travaux de Vanessa Agnew autour du concept allemand de Vergangenheitsbewältigung, littéralement la "confrontation au passé" qui s’applique à des représentations d'événements récents possédant une charge mémorielle vive. Le reenactment devient ainsi un processus cathartique.
À la fin des années 2000, l’« invention » du médiévalisme (neo-medievalism) dans l’historiographie française n'a pas poussé les historiens médiévistes à étudier plus en avant le phénomène de la reconstitution, à l'exception de l'article consacré par Olivier Renaudeau en 2009 à l'histoire de la pratique. La thèse de sociologie consacrée par Audrey Tuaillon Demésy à l'histoire vivante médiévale (2011) constitue alors une nouvelle étape dans la prise en compte de cette pratique et de ses dynamiques. La dimension matérielle constitutive de l'activité est toutefois restée non étudiée en France jusqu'à la fin des années 2010. La thèse d'archéologie médiévale de Martin Bostal en propose en 2020 une première approche en analysant les limites de la restitution matérielle, assortie d'un état des lieux global de l'activité et d'une étude de ses perspectives de médiation.
Des études similaires portant sur d'autres champs chronologiques manquent encore dans l'historiographie française, notamment dans l'optique d'analyser la dimension mémorielle des reconstitutions de périodes plus récentes.